# Julia Figueroa
Julia Figueroa Peña (Còrdova, 7 d'abril de 1991) és una judoca espanyola. Va participar en els Jocs Olímpics de Rio de Janeiro 2016 en la competició de menys de 48 kg femenina, sent derrotada en segona ronda contra Dayaris Mestre, de Cuba. En 2016 va ocupar el 5é lloc mundial en la seua categoria.
Va començar a practicar el judo a la seua ciutat natal, però posteriorment es va traslladar a València per professionalitzar-se. Va debutar com a professional en l'Obert Internacional de Madrid contra la brasilera Andressa Fernandes. El seu primer campionat va ser l'Obert Internacional de Madrid de 2013, derrotant en la final a l'argentina Paula Belén Pareto. Ha sigut campiona d'Espanya de judo sub-17, sub-20 i sub-23. Ha sigut la primera espanyola que ha guanyat un Gran Slam. En categoria absoluta ha sigut tres vegades campiona d'Espanya en categoria de menys de 48 kg i una vegada bronze en menys de 52 kg.

## Palmarés
| Campionat              | Resultat | Any  |
| ---------------------- | -------- | ---- |
| Grand Slam de Tyumen   | Or       | 2015 |
| Grand Slam de París    | Bronze   | 2015 |
| Gran Premi de Tbilissi | Or       | 2015 |
| Grand Slam de Bakú     | Or       | 2016 |